# (6585) O'Keefe
(6585) O'Keefe est un astéroïde de la ceinture principale aréocroiseur.

## Description
(6585) O'Keefe est un astéroïde aréocroiseur. Il présente une orbite caractérisée par un demi-grand axe de 2,37 UA, une excentricité de 0,36 et une inclinaison de 22,4° par rapport à l'écliptique.

## Compléments